# Бессарабова, Наталия Ивановна
Наталия Ивановна Бессара́бова (урождённая — Подскребаева; 19 [31] августа 1895, Воронеж — 1981) — советская художница, скульптор-керамист.

## Биография
Родилась 19 (31) августа 1895 года в Воронеже в семье мещан. После окончания гимназии в 1914 году два года работала машинисткой в местной губернской земской управе, при этом занимаясь в Воронежской бесплатной рисовальной школе.
В 1918—1921 годах училась в воронежском отделении ВХУТЕМАСа (педагоги — Александр Бучкури и Сергей Романович). После кратковременно брака с Вадимом Рындиным в 1922 году вышла замуж за художника Бориса Бессарабова.
В 1925—1944 годах работала художницей в различных театрах страны, в частности в театре «Остров танца». Художница по костюмам первой постановки балета Фарида Яруллина «Шурале» в Татарском театре оперы и балета (создана в 1941 году, однако премьера состоялась уже после войны, в 1945 году) и второй постановки драматического спектакля «Ходжа Насретдин» (осуществлена в 1941 году Татарским театром им. Г. Камала и Татарским театром оперы и балета).
В 1944—1955 годах работала в лаборатории керамики Научно-исследовательского института художественной промышленности. В 1945 году совместно с искусствоведом А. Б. Салтыковым приступила к возрождению гжельских фарфоровых промыслов. «В поисках „новой старой“ технологии для гжели Салтыков и Бессарабова кинулись в музеи, в том числе в Исторический, и там обнаружили гжельскую кобальтовую роспись на полуфаянсе XIX века <…>. Стало понятно, что кобальт — это идеальное решение. Доступный, яркий, технологически некапризный, он отсылал к одному из подлинных стилей „старой гжели“, но не требовал от художника особого мастерства: мазнул — и всё получилось».
Работая на Турыгинском заводе художественной керамики, Бессарабова создала ряд собственных изделий и смогла обучить новой технике росписи нескольких мастериц (в частности, Т. С. Дунашову).
«В своих произведениях Н. Бессарабова не отходила от традиционного ассортимента и стилистики гжельской посуды, однако её вазы, кувшины, чайники становились вещами своего времени. <…> Формы многих произведений художницы крупны, массивны. Под стать им сочная, насыщенная по цвету растительная роспись — моменты, выявляющие ориентацию на полуфаянс Гжели. <…> Традиционный цветок художница трактовала по-своему — центр его был выделен пластичной, упругой овальной линией, к нему по сторонам примыкали по три сочных лепестка. Особая притягательность рисунка заключалась в живости положенных мазков, неожиданности ракурса изображения. Композиции Бессарабовой были в преобладающей степени графичными — четкие, пластически разработанные живописные линии давали силуэтную читаемость рисунку, подчеркнутую благодаря его монохромному решению, звучавшему контрастно относительно белой поверхности фарфора».
Произведения художницы хранятся в Музее народного искусства и в Историческом музее (Москве), в Русском музее (Санкт-Петербург) и др.

## Награды
- Государственная премия РСФСР имени И. Е. Репина (1978) — за создание высокохудожественных керамических изделий в ПО «Гжель» Московской области, вместе с Л. П. Азаровой, Т. С. Дунашовой и З. В. Окуловой[10].